# تیندل (داکوتای جنوبی)
تیندل(به انگلیسی: Tyndall) شهری در ایالت داکوتای جنوبی کشور ایالات متحده آمریکا است که جمعیت آن در سرشماری سال ۲۰۱۰ میلادی، ۱٬۰۶۷ نفر بوده‌است.